# Ныммкюла (Рапламаа)
Ны́ммкюла (эст. Nõmmküla) — деревня в волости Рапла уезда Рапламаа, Эстония. 
До административной реформы местных самоуправлений Эстонии 2017 года входила в состав волости Райккюла. 

## География и описание
Расположена в 52 км к югу от Таллина и в 13 км к юго-западу от волостного и уездного центра — города Рапла. Высота над уровнем моря — 51 метр.
Официальный язык — эстонский. Почтовый индекс — 78408.

## Население
По данным переписи населения 2021 года, в Ныммкюла проживал 21 человек, из них 20 (95,2 %) — эстонцы.
Численность населения деревни Ныммкюла по данным переписей населения:
| Год  | 1959 | 1970 | 2000 | 2011 | 2021 |
| ---- | ---- | ---- | ---- | ---- | ---- |
| Чел. | 73   | ↘ 41 | ↘ 16 | ↗ 22 | ↘ 21 |

## История
В письменных источниках 1490 года упоминается Nümküll, 1540 года — Nommekull, примерно 1900 года — Немкюля. С XVII века и позже название деревни не упоминается, снова деревня возникла к концу XIX века. В 1977–1997 годах Ныммкюла была частью деревни Ныммеметса. 

### Комментарии
1. ↑  Эстонские топонимы, оканчивающиеся на -а, не склоняются (исключение — Нарва)